# Nesticus yeongchigulensis
Espèce
Nesticus yeongchigulensis est une espèce d'araignées aranéomorphes de la famille des Nesticidae.

## Distribution
Cette espèce est endémique de Corée du Sud.

## Étymologie
Son nom d'espèce, composé de yeongchigul et du suffixe latin -ensis, « qui vit dans, qui habite », lui a été donné en référence au lieu de sa découverte, la grotte Yeongchi-gul.

## Publication originale
- Kim, Ye & Kim, 2016 : One new species of genus Nesticus Thorell, 1869 (Araneae: Nesticidae) from Korea. Korean Arachnology, vol. 32, no 1, p. 1-5.